# Combate de Casal Novo
O Combate de Casal Novo foi travado no dia 14 de Março de 1811 durante a retirada de Massena, no final da terceira invasão francesa de Portugal. Este combate insere-se no conjunto de acções retardadoras executadas pelas tropas francesas sob o comando do Marechal Ney.

## Antecedentes
Durante a terceira invasão francesa de Portugal, o exército de Massena foi detido pelo sistema defensivo conhecido como Linhas de Torres Vedras. Por não ter recebido reforços que lhe permitissem atacar as Linhas de Torres e perante as grandes dificuldades em abastecer o seu exército, Massena decidiu retirar em direcção ao Vale do Mondego (Ver o artigo Retirada de Massena).

A partir de Condeixa, Massena compreendeu que não tinha condições para se estabelecer no Vale do Mondego e, por isso, decidiu seguir em direcção à fronteira espanhola. O primeiro objectivo era Celorico onde o deveria aguardar a Divisão Conroux do Nono Corpo de Exército (IX CE). Enquanto o VIII CE seguia pela estrada Condeixa – Casal Novo – Miranda de Corvo e escoltava os trens, o VI CE continuou a ter a missão de constituir a Guarda de Retaguarda do exército de Massena. Foi nesta missão que se registou o Combate de Casal Novo.

## O campo de batalha
Casal Novo é uma povoação do Concelho de Condeixa-a-Nova. Por Casal Novo passava (e passa) a estrada que ligava Condeixa a Miranda do Corvo ficando estas povoasções a cerca de 6 Km e 15 Km respectivamente. Aquele lugar fica situado numa posição dominante sobre o planalto do lado de Condeixa e por onde a estrada faz a aproximação da povoação. Esta estava rodeada de cercados e muros de pedra que conferiam, a quem ocupasse o terreno, boa protecção contra o fogo dos mosquetes. A seguir o lugar do Casal Novo, o terreno é montanhoso até Miranda do Corvo.

## As forças em presença

### As forças francesas
As forças francesas empenhadas no Combate de Casal Novo foram duas divisões do VI CE (Sexto Corpo de Exército) sob o comando do Marechal Michel Ney. Os efectivos conhecidos referentes a estas unidades reportam a 1 de Janeiro de 1811 e, desta forma, não correspondem à realidade mas podem dar uma ideia dos quantitativos envolvidos. Eram as seguintes unidades:

- 1ª Divisão de Infantaria, sob o comando do General de Divisão Jean-Gabriel Marchand, com 182 oficiais e 4.805 praças;
- 2ª Divisão de Infantaria, sob o comando do General de Divisão Julien Auguste Joseph Mermet, com 212 oficiais e 6.040 praças
- Brigada de Cavalaria Ligeira, sob o comando do  General de Brigada Auguste Étienne Marie Lamotte, com 48 oficiais e 604 praças.

Ao VI CE não se tinha juntado ainda a sua 3ª Divisão de Infantaria (de Loison) que se encontrava em Rabaçal.

### As forças anglo-lusas
Do exército de Wellington estiveram envolvidas nesta acção três divisões britânicas e uma Brigada Independente Portuguesa:

- 3ª Divisão, com um efectivo de 6.050 homens (4.500 britânicos, 1.550 portugueses), sob o comando do Major-General Sir Thomas Picton; desta divisão fazia parte a 8ª Brigada de Infantaria Portuguesa, sob o comando do Tenente-Coronel Charles Sutton, que compreendia dois batalhões do RI 9 (Regimento de Infantaria 9) e dois do RI 21;
- 4ª Divisão, com um efectivo de 6.900 homens (4.800 britânicos, 2.100 portugueses), sob o comando do Tenente-General Sir Galbraith Lowry Cole; desta divisão fazia parte a 9ª Brigada de Infantaria Portuguesa, sob o comando do Coronel Richard Collins, que compreendia dois batalhões do RI 11 e dois do RI 23;
- Divisão Ligeira, com um efectivo de 4.300 homens (3.400 britânicos, 900 portugueses), sob o comando do Major-General Sir William Erskine; As unidades portuguesas desta Divisão eram Caçadores 1 e Caçadores 3;
- 1ª Brigada Independente Portuguesa, com um efectivo de 2.100 homens (todos portugueses), sob o comando do Brigadeiro Dennis Pack; esta brigada era constituída por dois batalhões do RI 1, dois batalhões do RI 16 e por Caçadores 4;
- Brigada de Cavalaria Ligeira, sob o comando de Arenschildt, formada por:

Dois esquadrões de cavalaria do 16º Regimento de Dragões Ligeiros (britânicos)
- Dois esquadrões do 1º Regimento de Hussardos da K.G.L..

## O Combate
Na noite de 13 para 14 de Março, a vanguarda do exército de Wellington, formada pela Divisão Ligeira (Erskine), pela 1ª Brigada Independente Portuguesa (Pack) e pela Brigada de Cavalaria Ligeira (Arentschildt), recebeu as ordens para o dia seguinte que consistiam em manter o contacto com a retaguarda do exército de Massena. A retaguarda francesa - a guarda de retaguarda - era constituída pelo VI CE e as suas duas divisões presentes nesta acção ocupavam posições no lugar de Casal Novo, a Divisão de Marchand, e entre três a quatro quilómetros mais à retaguarda, entre as povoações de Casal da Azenha e Vila Seca, a Divisão de Mermet.

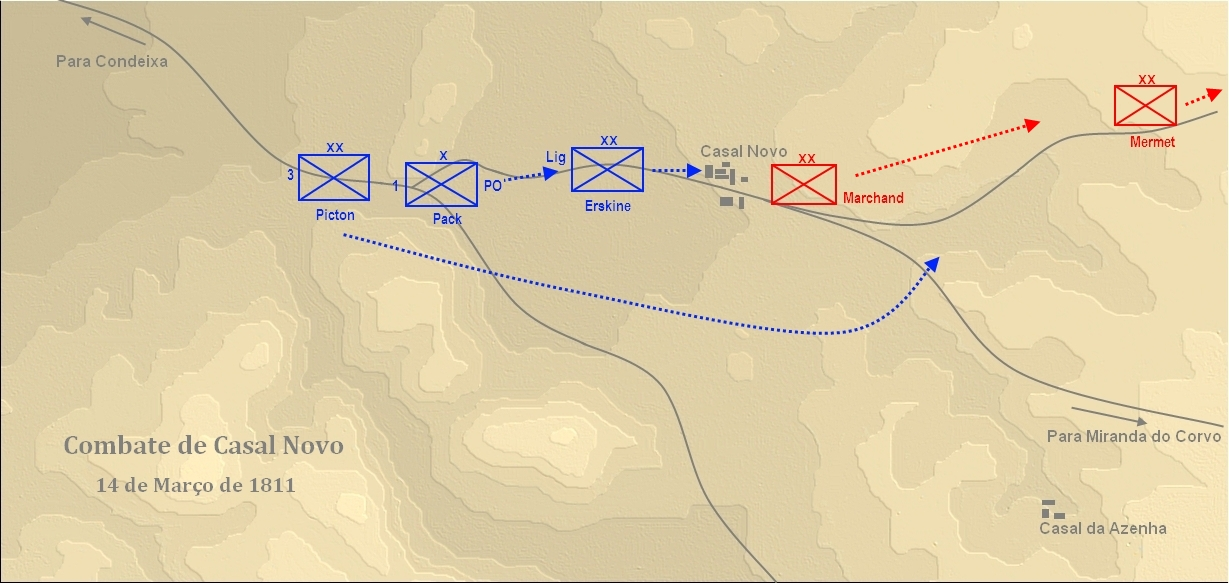
Principais movimentos das tropas em Casal Novo

A 14 de Março, o dia nasceu com um nevoeiro cerrado que impedia a visibilidade para além de poucos metros. Erskine entendeu que devia marchar direito ao inimigo. A Divisão Ligeira, que encabeçava a coluna, marchou em direcção aos postos de vigilância franceses. Erskine tinha colocado três companhias do 1º Batalhão do 52º Regimento de Infantaria de Linha (1/52nd Foot) para avançarem e obrigarem a retirar aquelas forças. No entanto, esses piquetes franceses encontravam-se muito próximos da sua divisão e, em breve, aquelas companhias estavam empenhadas contra a Divisão de Marchand. Quando, algum tempo depois, o nevoeiro levantou, ficaram à vista e ao alcance do fogo inimigo os batalhões da Divisão Ligeira concentrados na estrada. Nesta altura, a brigada Portuguesa de Pack e a 3ª Divisão encontravam-se a caminho mas ainda no desfiladeiro que liga a zona de Condeixa e o planalto frente à posição de Casal Novo.

A Divisão Ligeira encontrou-se assim numa situação difícil e teve de sustentar uma luta renhida para conservar o terreno, isto é, não ser obrigada a recuar. Entretanto, as restantes forças da vanguarda chegaram à frente e a 3ª Divisão iniciou um movimento torneante pela direita que visava passar para lá do flanco da Divisão de Marchand e cortar-lhe a linha de retirada. Ao detectar esta manobra, Ney ordenou que a Divisão de Marchand retirasse para a retaguarda da posição em que se encontrava a Divisão de Mermet. Esta segunda posição foi torneada e as tropas de Mermet retiraram sem baixas de ambos os lados. Já da parte da tarde, as tropas francesas foram detectadas numa terceira posição em Chão de Lamas.

A posição de Chão de Lamas foi abordada com uma manobra idêntica à praticada nas posições anteriores: a 3ª Divisão a tornear pela direita, a Divisão Ligeira e a brigada Portuguesa de Pack a tornearem pela esquerda e o resto da coluna, que entretanto tinha alcançado a vanguarda, ameaçava o centro. Assim que a manobra torneante começou a oferecer maior perigo, Ney retirou para Miranda do Corvo. As tropas de Wellington, fatigadas pelos combates e manobras em que se tinham envolvido ao longo de doze horas, pararam frente àquela povoação.

As baixas dos Aliados somaram 155 distribuídas da seguinte forma: 15 mortos (2 eram portugueses), 136 feridos (22 eram portugueses) e 4 desaparecidos (todos britânicos). Mais de metade destas baixas foram sofridas na posição de Casal Novo em combates que se poderiam ter evitado. As baixas francesas foram inferiores: 55 mortos e feridos.